# Джонни получил винтовку
«Джонни получил винтовку» («Джонни взял ружьё», англ. Johnny Got His Gun) — антивоенный роман, написанный в 1938 году американским писателем Далтоном Трамбо и опубликованный в сентябре 1939 года Дж. Б. Липпинкоттом. Роман получил одну из первых национальных книжных премий: самая оригинальная книга 1939. Экранизация 1971 года была написана для экрана и поставлена самим Трамбо.

## Сюжет
Джо Бонэм, молодой американский солдат, участвовавший в Первой мировой войне, приходит в себя на больничной койке после того, как попал под взрыв артиллерийского снаряда. Он постепенно понимает, что потерял руки, ноги и всё лицо (включая глаза, уши, нос, зубы и язык), но его разум функционирует идеально, оставив его узником в собственном теле.
Джо пытается покончить жизнь самоубийством путем удушья, но обнаруживает, что ему сделали трахеотомию, которую он не может ни удалить, ни контролировать. Затем он решает, что хочет быть помещенным в стеклянный гроб и совершить поездку по стране, чтобы продемонстрировать другим истинные ужасы войны. В конце концов Джо успешно сообщает об этом военным чиновникам после того, как несколько месяцев отстукивал сообщение головой о подушку азбукой Морзе. Однако он понимает, что военные не исполнят его желания и не избавят его от страданий, усыпив его, поскольку это «против правил». Подразумевается, что он проживет остаток своей естественной жизни в своём состоянии.
Дрейфуя между реальностью и фантазией, Джо вспоминает свою прежнюю жизнь с семьей и девушкой и размышляет о мифах и реалиях войны.

## Название и контекст
Название представляет собой изменённую фразу «Джонни, возьми свое оружие», объединяющего призыва, который обычно использовался для поощрения молодых американцев поступать на военную службу в конце XIX и начале XX веков. Эта фраза была популяризирована в песне Джорджа М. Коэна «Over There», которая была широко распространена в первый год участия Америки в Первой мировой войне; версии в исполнении Эла Джолсона, Энрико Карузо и Норы Байес, как полагают, были проданы в то время наибольшим количеством копий на грампластинках. «Джонни, возьми свое оружие» — это также название фильма 1919 года, снятого Дональдом Криспом.
Многие из ранних воспоминаний главного героя Джо Бонхэма основаны на молодости Далтона Трамбо в Колорадо и Лос-Анджелесе. Роман вдохновлен статьями о двух мужчинах с тяжелыми травмами, о которых читал Трамбо: вызывающим слёзы посещение больницы Эдуардом VIII, принцем Уэльским, Керли Кристиана, считающимся первым и единственным канадским солдатом в Первой мировой войне, которому были ампутированы четыре конечности, и британским майором, чьё тело было изуродовано настолько ужасно, что его семье сообщили о пропавшем без вести. Семья узнала правду спустя годы после его смерти в больнице. «Хотя роман был пацифистским произведением, опубликованным в военное время, он получил хорошие отзывы и получил премию американских книготорговцев в 1940 году». (Он был опубликован через два дня после объявления войны в Европе, более чем за два года до того, как Соединённые Штаты присоединились ко Второй мировой войне).

## Публикация
Напечатанная в Daily Worker в марте 1940 года, издании Коммунистической партии США, к которой принадлежал Трамбо, книга стала «сплоченной точкой для левых», которые выступали против участия во Второй мировой войне в период действия Пакта Молотова — Риббентропа (1939—1941), когда СССР поддерживал соглашение о ненападении с нацистской Германией. Вскоре после вторжения Германии в Советский Союз в 1941 году Трамбо и его издатели решили приостановить переиздание книги до конца войны, поскольку Коммунистическая партия США поддерживала войну до тех пор, пока США были союзниками Советского Союза против Нацистской Германии.
В своем предисловии к переизданию 1959 года Трамбо описывает получение писем от правых изоляционистов с просьбами о получении копий книги после того, как она была распродана. Трамбо связался с ФБР и передал им эти письма. Трамбо пожалел об этом решении, которое позже назвал «глупым», после того, как к нему домой пришли два агента ФБР и стало ясно, что «их интерес не в письмах, а во мне».

## Адаптации
- 9 марта 1940 года Арч Оболер[англ.] выпустил и поставил радиоадаптацию «Джонни получил свое ружье» на основе своего сценария и представил в радиосериале NBC «Игры Арка Оболера». Джеймс Кэгни озвучивал Джо Бонэма в этой передаче[12].
- В 1971 году Трамбо адаптировал для экрана и снял одноименную экранизацию романа с Тимоти Боттомсом в главной роли в роли Джо Бонхэма.
- В начале 2009 года фильм 1971 года дебютировал в США на DVD, спродюсированном Shout! Factory[англ.]. DVD включал в себя оригинальный неразрезанный фильм, а также документальный фильм 2005 года («Dalton Trumbo: Rebel In Hollywood»), интервью с новыми актёрами, музыкальное видео Metallica «One», закулисные съемки с комментариями звезд Тимоти Боттомса и Жюля Бреннера, радиоадаптация 1940 года и оригинальный театральный трейлер[13].
- В 1982 году по пьесе Брэдли Рэнда Смита «Джонни получил свое ружье» была поставлена пьеса, которая с тех пор ставится во всем мире. В её первой внебродвейской постановке снялся Джефф Дэниелс, получивший за свое выступление премию Obie Award[14].
- В 1984 году режиссёр Мирослава Валова сняла телеадаптацию под чешским именем «Johnny si vzal pšku». Она была снята Чехословацким телевидением в Праге с Михаилом Песек в главной роли, а также Petr Haničinec и Věra Galatíková[15].
- В 1988 году Metallica выпустила студийный альбом «…And Justice for All», который включает песню «One», в значительной степени основанную на событиях книги и изображении состояния Джо Бонэма. В видеоклипе на песню представлены несколько отрывков из экранизации[16].
- В 2008 году Бен Маккензи сыграл главную роль в сольном спектакле в версии пьесы «вживую на сцене, в кино»[17].
- С 21 мая 2014 года по 14 июня 2014 года в театре Southwark Playhouse проходила премьера британской постановки под руководством Дэвида Меркатали с Джеком Холденом[англ.] в главной роли[14].